# South Solon
South Solon és una població dels Estats Units a l'estat d'Ohio. Segons el cens del 2000 tenia 405 habitants.

## Demografia
Segons el cens del 2000, South Solon tenia 405 habitants, 141 habitatges, i 108 famílies. La densitat de població era de 781,9 habitants per km².
Dels 141 habitatges en un 40,4% hi vivien nens de menys de 18 anys, en un 56% hi vivien parelles casades, en un 11,3% dones solteres, i en un 22,7% no eren unitats familiars. En el 16,3% dels habitatges hi vivien persones soles el 9,9% de les quals corresponia a persones de 65 anys o més que vivien soles. El nombre mitjà de persones vivint en cada habitatge era de 2,87 i el nombre mitjà de persones que vivien en cada família era de 3,25.
Per edats la població es repartia de la següent manera: un 31,4% tenia menys de 18 anys, un 10,6% entre 18 i 24, un 30,6% entre 25 i 44, un 17,3% de 45 a 60 i un 10,1% 65 anys o més.
L'edat mediana era de 31 anys. Per cada 100 dones de 18 o més anys hi havia 101,4 homes.
La renda mediana per habitatge era de 34.583 $ i la renda mediana per família de 38.750 $. Els homes tenien una renda mediana de 28.456 $ mentre que les dones 18.750 $. La renda per capita de la població era de 15.152 $. Aproximadament el 8,4% de les famílies i el 10% de la població estaven per davall del llindar de pobresa.

## Poblacions més properes
El següent diagrama mostra les poblacions més properes.